# برفراز قله بوده‌ام
برفراز قله بوده‌ام نام آخرین سخنرانی محبوب مارتین لوتر کینگ جونیور است.

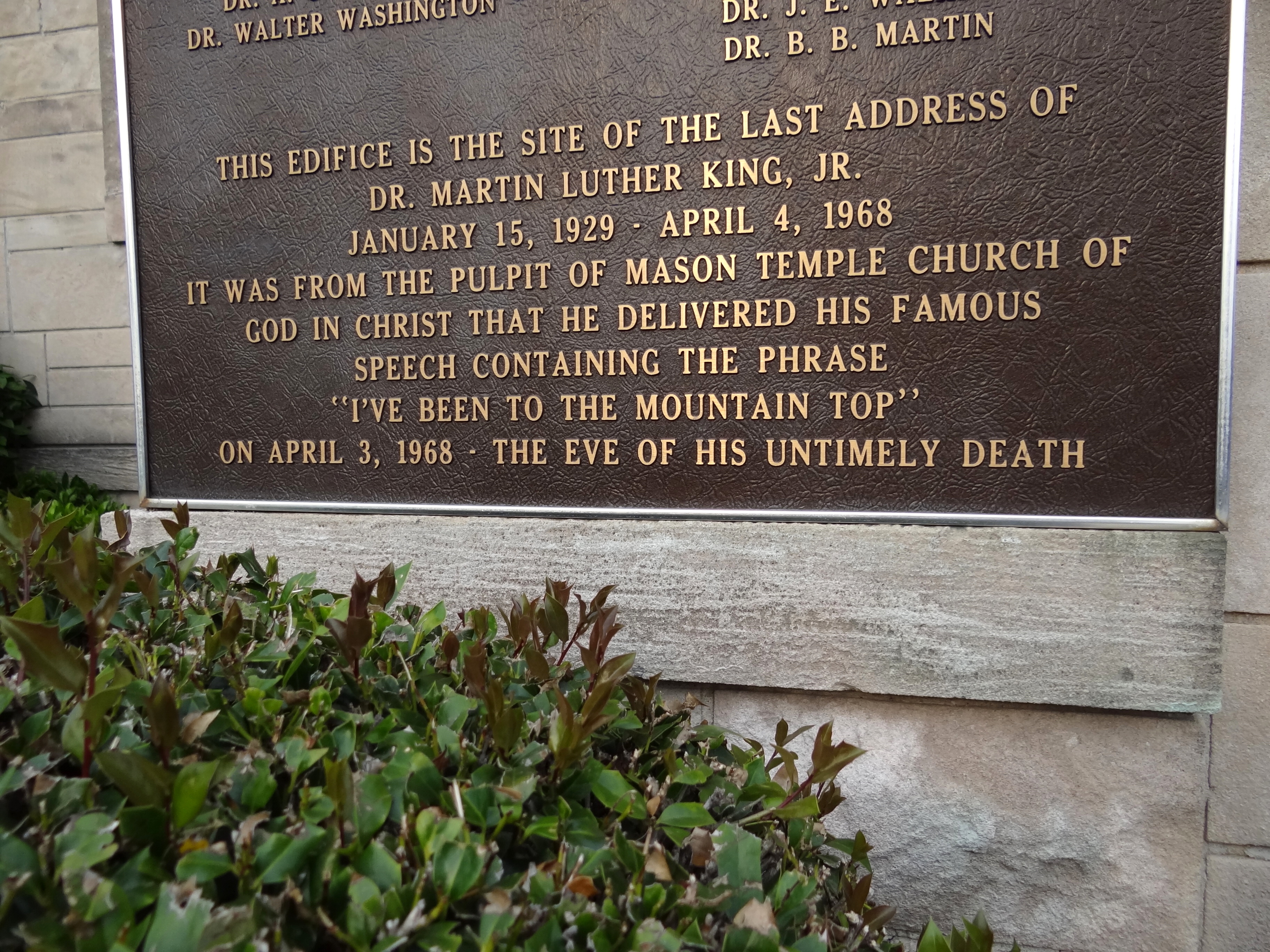
پلاک خارج از محل سخنرانی، معبد میسون در ممفیس، تنسی

کینگ برای حمایت از اعتصاب کارگران فاضلاب به ممفیس، در ایالت تنسی سفر کرد. کارگران سیاهپوست در ۱۱ مارس ۱۹۶۸ در اعتراض به نابرابری دستمزد و شرایط کار تحمیل شده توسط شهردار وقت هنری لوئب، برای راهپیمایی بیرون آمده بودند. در آن زمان، در ممفیس به کارگران سیاهپوست بسیار کمتر از سفیدپوستان دستمزد پرداخت می‌شد. بسیاری از کارگران سیاهپوست به دلیل شرایط غیر ایمن در محل کار کشته می‌شدند. علاوه بر این، بر خلاف کارگران سفیدپوست، کارگران سیاه‌پوست اگر به دلیل شرایط جوی نامساعد سر کار نمی‌رفتند، هیچ حقوقی دریافت نمی‌کردند. در نتیجه، بیشتر سیاهپوستان مجبور بودند حتی در هنگام باران و برف کار کنند.
در تاریخ ۳ آوریل، مارتین لوتر کینگ به معد میسون در ممفیس رفت تا به نسبت به نابرابری حقوق سیاهپوستان به سخنرانی بپردازد. پرواز وی به ممفیس به دلیل تهدید بمب‌گذاری به تأخیر افتاد اما او این سخنرانی خود را انجام داد. مارتین لوتر وقتی به پایان سخنرانی نزدیک شد، به احتمال ترور خود اشاره کرد. او روز بعد از این سخنرانی ترور شد.